# Мария Балабанова
Мария Рачова Балабанова е българска общественичка.

## Биография
Родена е през 1890 г. в София в семейството на ген. Рачо Петров и Султана Рачо Петрова. Завършва френски колеж. Член е на Българския червен кръст. От 1930 г. е почетен член на Съюза на руските инвалиди в България, а от 1947 г. е член на Българския градинарски съюз. През 1944 – 1964 г. е служител в шведското консулство в България. Неин съпруг е Иван Балабанов – юрист и търговец. Умира през 1970 г. в Мюнхен.
Личният ѝ архив се съхранява в семеен фонд Иван и Мария Балабанови 1482К в Централен държавен архив. Той се състои от 598 архивни единици от периода 1874 – 1994 г.